# Diócesis de Linköping (antigua)
La diócesis de Linköping (en latín: Dioecesis Lincopensis y en sueco: Linköpings stift) fue una circunscripción eclesiástica de la Iglesia católica en Suecia. Fue convertida en parte de la Iglesia independiente de Suecia (desde 20 de marzo de 1593 completamente luterana) el 18 de junio de 1527 por decisión del rey de Suecia y de hecho suprimida como diócesis católica al morir su último obispo el 30 de julio de 1538. Se trataba de una diócesis latina, sufragánea de la arquidiócesis de Upsala.

## Territorio y organización

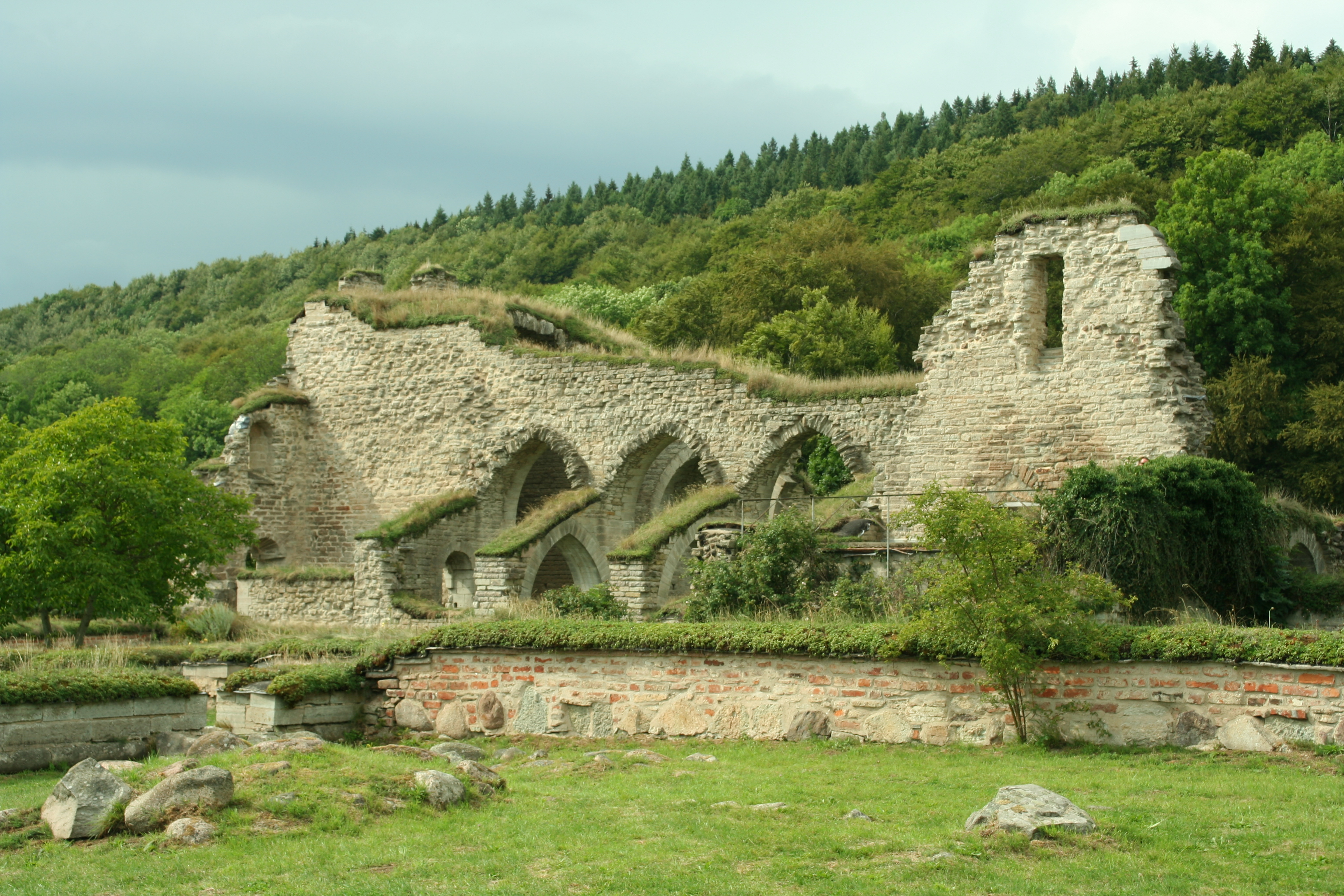
Ruinas de la abadía de Alvastra en Östergötland. Fue una abadía cisterciense fundada en 1143 por monjes del monasterio francés de Clairvaux. Fue destruida durante la Reforma protestante

La diócesis extendía su jurisdicción sobre los fieles católicos de rito latino residentes en Östergötland y las islas de Gotland y Öland. Originalmente también incluía Esmolandia. Su territorio desde el 29 de junio de 1953 está incluido en la diócesis de Estocolmo.

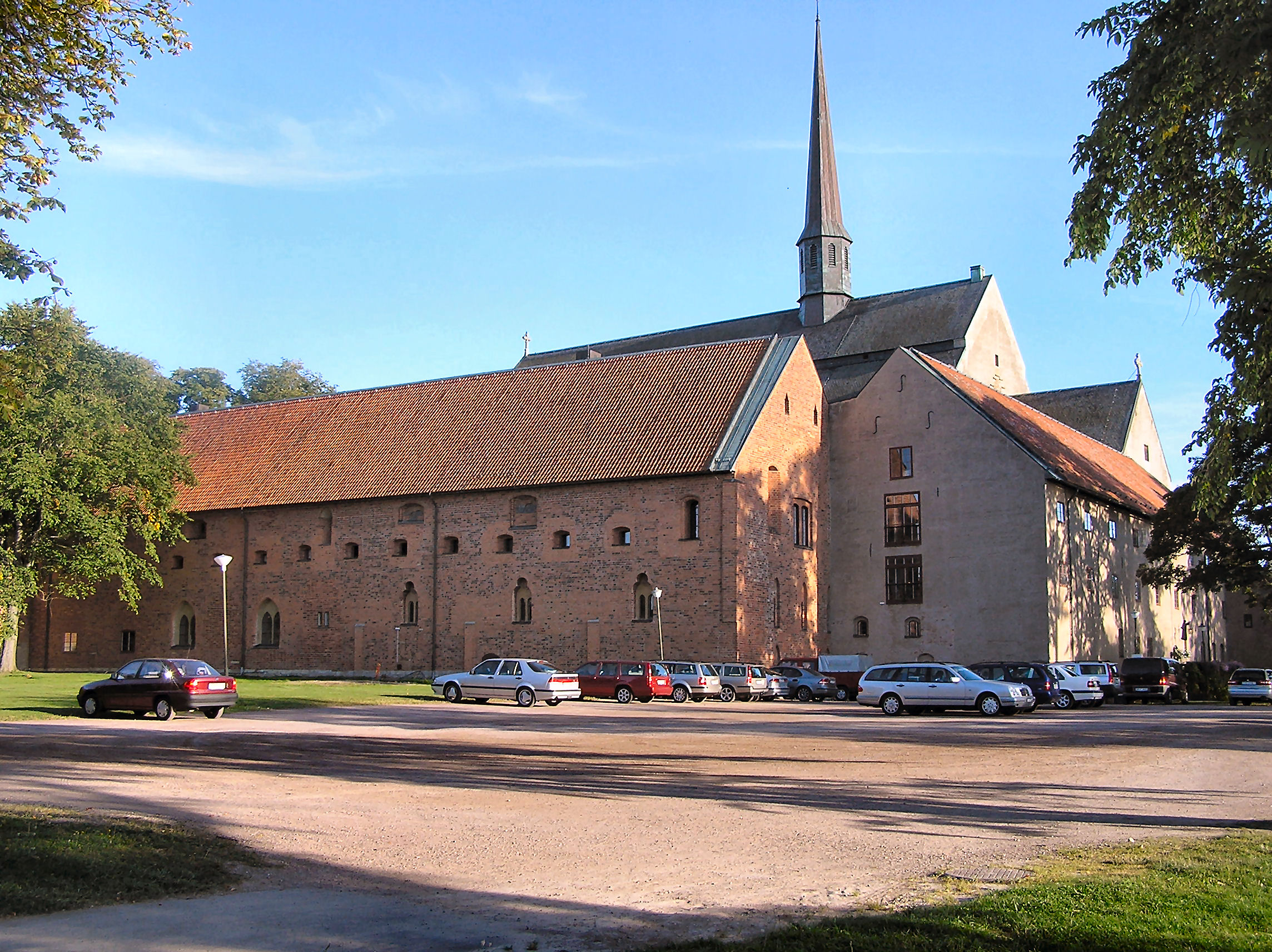
La abadía de Vadstena, fundada por santa Brígida en 1346

La sede de la diócesis se encontraba en la ciudad de Linköping, en donde se halla la Catedral de San Pedro Apóstol, hoy perteneciente a la Iglesia de Suecia.

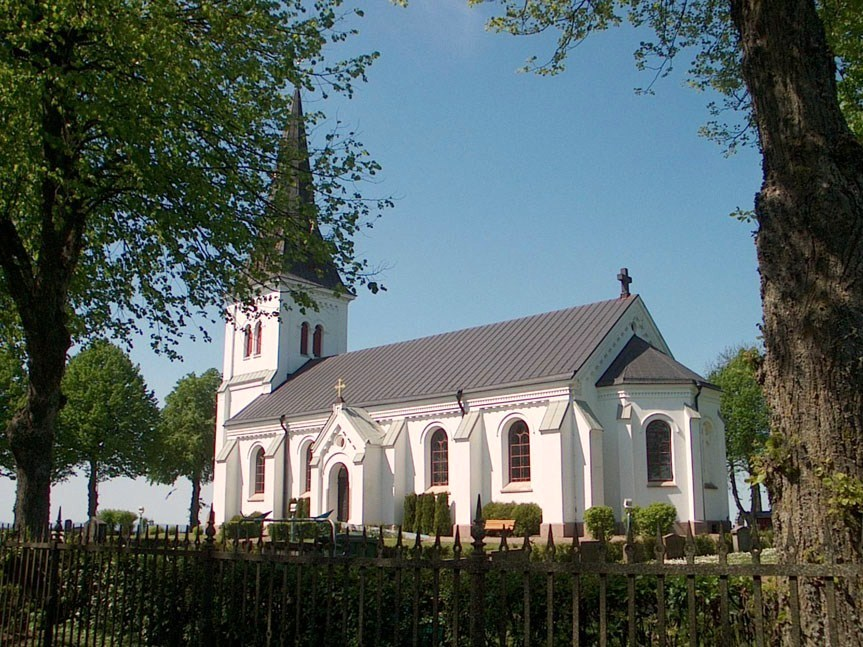
Iglesia de Appuna

Entre los numerosos monasterios se hallaron: el de Vreta (fundado alrededor del año 1100, originalmente era un convento benedictino pero se convirtió en 1162 a la Orden Cisterciense), la abadía de Alvastra (fundada en 1143 por monjes cistercienses), el de Nydala, el de Roma, el de Askeby, el de Visby (fundado en 1233 por monjes franciscanos), el de Solberga, el de Skänninge y de Jönköpings. 

## Historia
La diócesis de Linköping se erigió en la segunda mitad del siglo XI obteniendo el territorio de la diócesis de Skara. Más allá de los fenómenos contemporáneos pero frágiles de la evangelización en Sigtuna, representó la expansión definitiva y estable hacia el norte del cristianismo en Sueonia. La diócesis de Linköping es mencionada en 1103.
Originalmente sufragánea de la arquidiócesis de Hamburgo-Bremen, en 1104 se convirtió en sufragánea de la arquidiócesis de Lund, ciudad que era parte del Reino de Dinamarca. 
La construcción de la catedral comenzó alrededor de 1120.
En 1153 se celebró un concilio provincial en Linköping, presidido por el cardenal Breakspeare (más tarde papa Adriano IV).
En 1164 pasó a formar parte de la provincia eclesiástica de la arquidiócesis de Upsala.
La diócesis de Växjö puede haber sido establecida por los daneses, o puede haberse separado de la diócesis de Linköping entre 1164 y 1170 separando las regiones de Värend y Njudung en Esmolandia. Desde 1191 los obispos de Linköping y de Växjö entraron en conflicto por los límites de sus respectivas diócesis, que fue resuelta por el papa en 1248 o 1249. 
En la diócesis de Linköping se celebró el sínodo de Skänninge en 1248, presidido por el legado papal Guillermo de Módena, donde se tomaron importantes decisiones, incluida la obligación del celibato de los sacerdotes.
En 1303 nació Brígida de Suecia en Skederid, territorio de la diócesis de Linköping, quien en 1391 fue canonizada y se convirtió en patrona de Suecia en 1396. Brígida fundó la Orden del Santísimo Salvador de Santa Brígida.

### Reforma protestante
El 17 de junio de 1523 Gustavo I de Suecia (Gustavo Vasa) entró en Estocolmo finalizando la guerra de liberación sueca que disolvió la Unión de Kalmar y el fin del dominio danés.
Entre el 16 y el 18 de junio de 1527 se celebró en Västerås el parlamento o Riksdag por el cual Gustavo I privó a la Iglesia de su poder, se apoderó de sus bienes, cortó sus vínculos con la Iglesia de Roma y se proclamó su jefe. Desde entonces hubo una Iglesia sueca independiente que comenzó el proceso de introducción del luteranismo y rompió definitivamente con el papa al abolir el derecho canónico en la reunión de Upsala en 1536.
El último obispo en comunión con la Santa Sede, Hans Brask, apoyó al derrotado rey danés Cristián II, pero luego aceptó a Gustavo Vasa. Sin embargo su relación se deterioró al avanzar la Reforma protestante. A causa del Riksdag de Västerås el arzobispo de Upsala, Johannes Magnus, se exilió en Danzig y Brask tomó su lugar como principal opositor a la Reforma en Suecia. Sin embargo, se vio obligado a ceder a la decisión del rey de que la iglesia debía entregar todos los castillos y todos los intereses excedentes al rey. Luego realizó un viaje de visita a Gotland, desde donde continuó hasta Danzig, para nunca regresar a Suecia. Murió en Polonia el 30 de julio de 1538, quedando de hecho suprimida la diócesis católica. Desde 1529 la diócesis de Linköping tuvo como obispo a Johannes Magni, quien fue partidario de un catolicismo reformista y se vio obligado a renunciar en 1540 al poner el rey a Georg Norman como "ordenador y superintendente del rey sobre los obispos, prelados y todos los clérigos en materia religiosa" el 8 de diciembre de 1539 sobre toda la Iglesia de Suecia.
El 20 de marzo de 1593 el sínodo de Upsala prohibió en el Reino de Suecia toda religión que no fuera la doctrina luterana, excepto en las embajadas, adoptando las Confesiones de Augsburgo y completando la transformación de la Iglesia sueca independiente en luterana. Los sacerdotes católicos se vieron obligados a convertirse o abandonar el país. Con la derrota del rey católico Segismundo III Vasa en la llamada guerra contra Segismundo en 1599, finalizó toda traza de catolicismo en Suecia.

## Episcopologio
- Herbert † (siglo XI)
- Rikard † (circa 1100-?)
- Gisle † (1115-1158 falleció)
- Stenar, O.Cist. † (1158-?)
- Kol † (8 de septiembre de 1160-1195 o 1196 falleció)[nota 1]
- Johannes † (?-circa 1215 falleció)
- Karl Magnusson † (1217-8 de agosto de 1220 falleció)
- Bengt Magnusson † (circa 1221-1232 renunció)
- Lars † (1232-1258 renunció)
- Henrik † (1258-circa julio de 1283 falleció)[nota 2]
- Bo † (septiembre de 1284-?)
- Bengt Birgersson † (septiembre de 1286-25 de mayo de 1291 falleció)
- Lars † (1291-1307 falleció)
- Karl Bååt † (1307-6 de julio de 1338 falleció)
- Peter Torkilsson † (30 de enero de 1342-17 de noviembre de 1351 nombrado arzobispo de Upsala)
- Nils Markusson † (8 de agosto de 1352-6 de abril de 1362 nombrado obispo de Larisa)
- Gottskalk Falkdal, O.P. † (6 de marzo de 1364-3 de febrero de 1374 falleció)
- San Nils Hermansson † (14 de marzo de 1375-13 de septiembre de 1391 falleció)
- Knut Bosson † (10 de enero de 1403[nota 3]-12 de marzo de 1436 falleció)
- Bengt Larsson † (1436-24 de diciembre de 1440 falleció)
- Nils König † (21 de enero de 1441-23 de abril de 1458 falleció)
- Kettil Karlsson † (15 de octubre de 1459-agosto de 1465 falleció)
- Henrik Tidemansson † (4 de julio de 1466-21 de diciembre de 1500 falleció)
  - Hemming Gadh † (1501) (obispo electo)[nota 4]
  - Jaime Serra Borja † (3 de septiembre de 1501-1513 renunció) (administrador apostólico)
- Hans Brask † (6 de abril de 1513-1 de agosto de 1538 falleció)
  - Johannes Magni (1529-1540 renunció) (obispo católico reformista de la Iglesia de Suecia independiente del papa)